# Chasseneuil
Chasseneuil ist eine französische Gemeinde mit 710 Einwohnern (Stand: 1. Januar 2022) im Département Indre der Region Centre-Val de Loire. Sie gehört zum Arrondissement  Châteauroux und zum Kanton  Argenton-sur-Creuse.

## Geographie
Chasseneuil liegt in der Landschaft Boischaut-Sud an den Flüssen Creuse und Bouzanne. Châteauroux ist 27 Kilometer entfernt, Argenton-sur-Creuse 7 Kilometer.

### Ortsteile
- Neuville
- Le Cluzeau
- L’Epinat
- Le Creux
- Voluais
- Le Saulier
- Montusson
- Pomusson
- Les Romarins
- Le Bois-Certat
- Les Tailles
- Les Pinons
- Les Vignes
- La Villefranche
- Le Plessis
- Les Pez
- Les Quinquenets
- Les Ligeards
- Le Terrier Neuville
- Les Tailles
- La Philipière
- Les Dauphins
- Les Prots
- La Jalousie

### Nachbargemeinden
Nachbargemeinden von Chasseneuil sind Tendu im Osten, Le Pont-Chrétien-Chabenet im Süden, Thenay im Südwesten, Saint-Gaultier im Westen, Nuret-le-Ferron im Nordwesten und La Pérouille im Norden.

## Bevölkerungsentwicklung
- 1962: 766
- 1968: 683
- 1975: 594
- 1982: 573
- 1990: 580
- 1999: 620
- 2007: 653
- 2017: 702

## Sehenswürdigkeiten
- Ruinen des Château du Saulier (15. Jahrhundert)
- Kirche Saint-Martin (12. Jahrhundert)
- Kapelle Saint-Luc (17. Jahrhundert)

## Persönlichkeiten
- René Touzet (1918–1982), Senator des Départements Indre